# Klenovits Pál
Klenovits Lajos Pál, gyakran csak Klenovits Pál (Budapest, 1886. február 22. – Budapest, 1956. szeptember 16.) magyar építész és építőmester.

## Élete

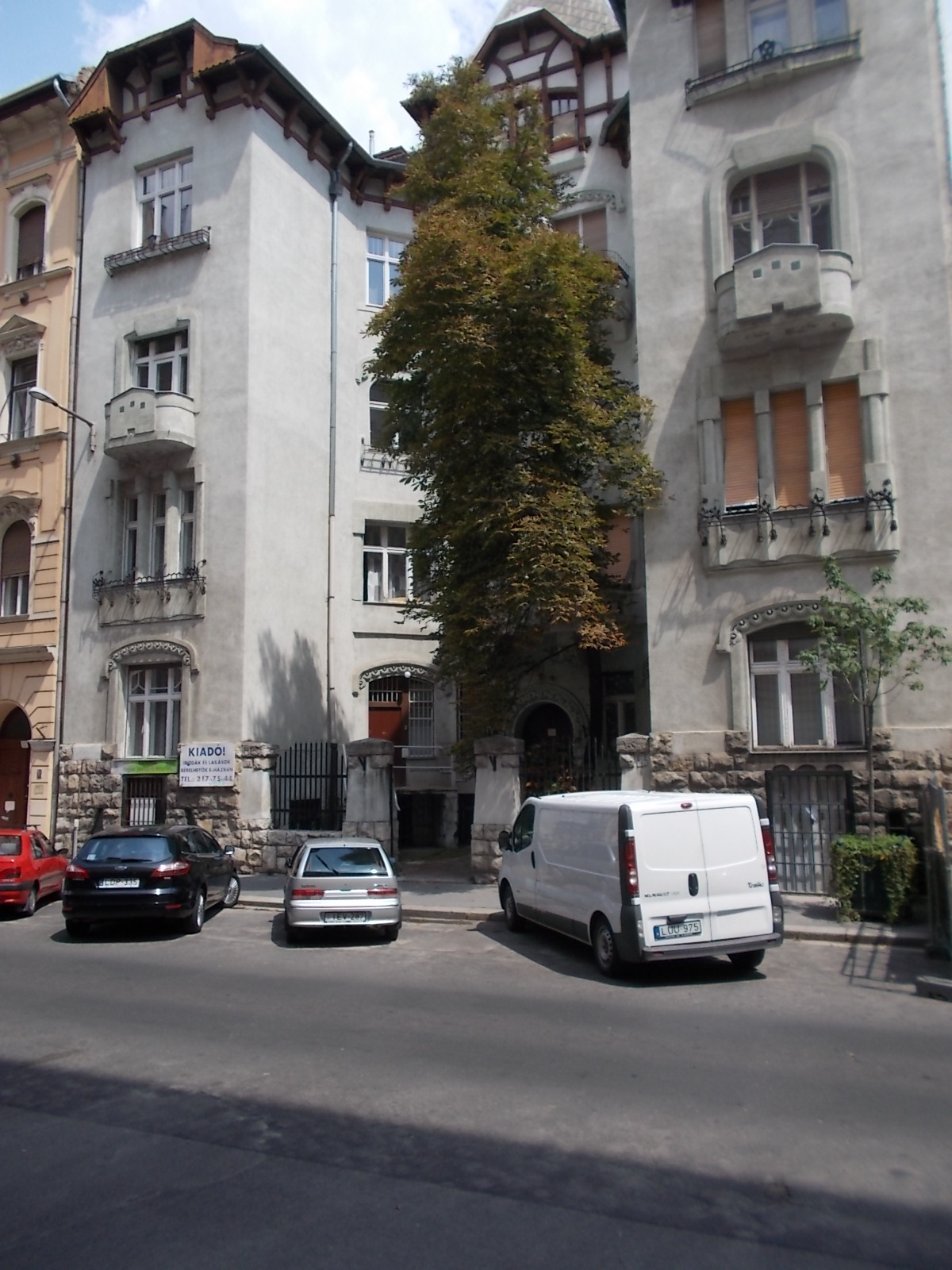
bérház, Budapest, Lónyay u. 54.

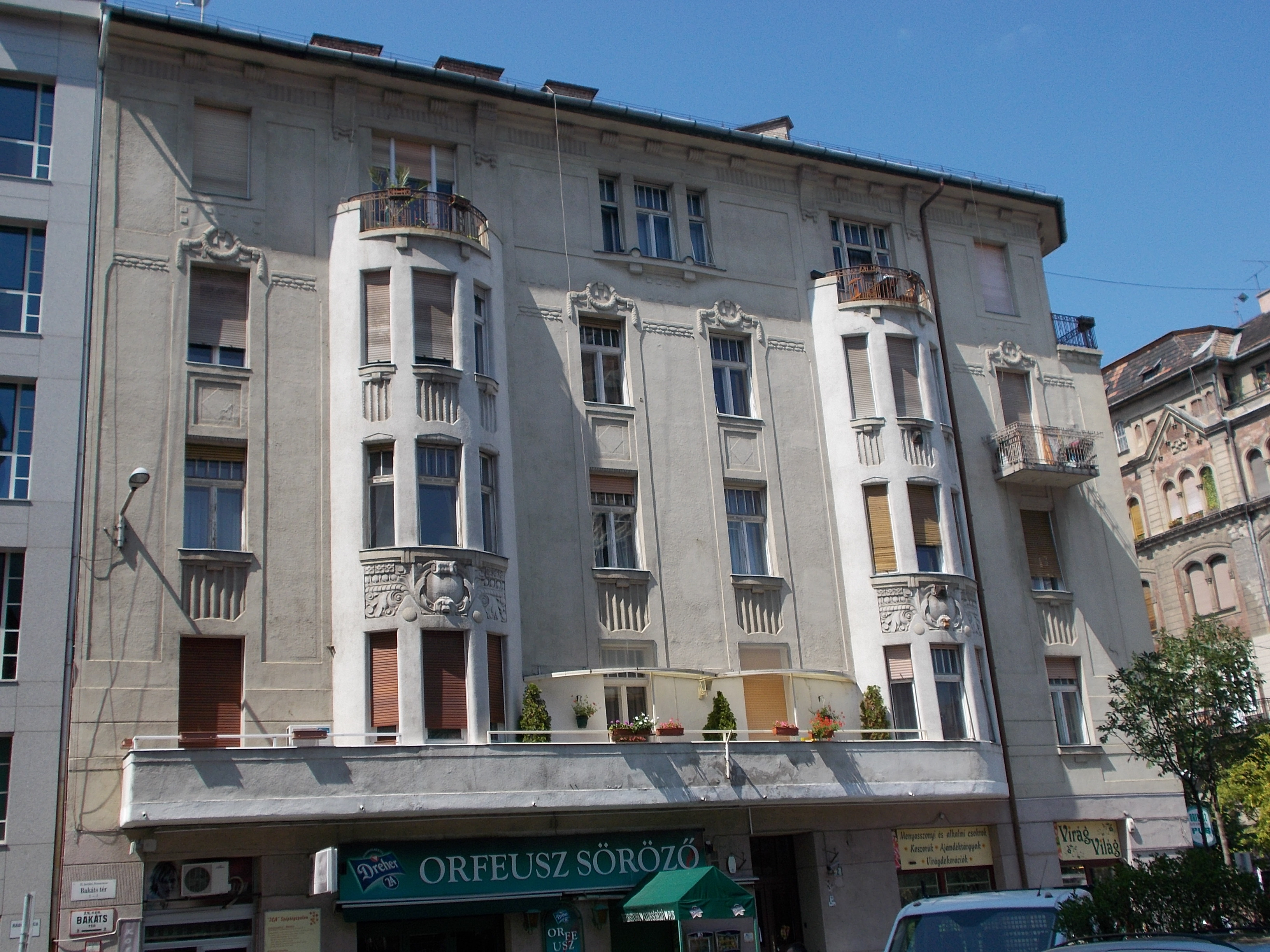
bérház, Budapest, Bakáts tér 2.

Klenovits Antal (1845–1925) építőmester és Unger Mária fiaként született. 1907-ben a Magyar Királyi József Műegyetemen szerzett építészi diplomát. 1908-tól a Magyar Mérnök- és Építész-Egylet tagja. 1911-től a Magyar Építőmesterek Egyesületének tagja, 1920-tól II. titkára. Több budapesti bérház tervezése fűződik a nevéhez, munkáiban gyakran társult Báthory Istvánnal.
A két világháború között az iroda inkább már modern stílusú épületek építésére állt át. Lónyay u. 54. számú házuk jelentősen megsérült Budapest ostroma során. A házat maguk Klenovitsék renoválták a háború után, mivel az építésziroda 1945 után is működött még egy ideig. A vállalat később államosításra került.
Az 1930-as évektől a Szolomit Rt. tagja volt. Több épületnél csak kivitelezőként (korabeli szóhasználattal építőmesterként) működött közre.

## Ismert épületei

### Báthory Istvánnal közösen tervezett épületek
- 1907–1908: Báthory-ház, Budapest, Lónyai utca 54.[12]
- 1909: Szabó-ház, Budapest, Bakáts tér 2.[13]
- 1910: lakóház, Budapest, Hunyadi János utca 13.[14]

### Csak kivitelező
- 1907: Bayer-villa, Budapest, Minerva utca 3/a-b. (tervező: Hoepfner Guidó és Györgyi Géza)[15]
- 1937: Futura ház, Budapest, Dorottya u. / Vigadó tér (tervező: Münnich Aladár)[16]
- 1940: bérpalota, Budapest, Párizsi u. / Petőfi Sándor u. sarka (tervező: Gerlóczy Gedeon)[17]

### Tervben maradt épületek
- 1910: bérház, Budapest, 1237. hrsz. telek (Prokisch Jánossal közösen)[18]
- 1912: bérház, Budapest, Reáltanoda u. 16.[19]
- 1917: rokkanttelep, Vác[20]
- 1917: József Fiúárvaház, Budapest[21]